# Аойс (комарка)
Аойс (исп. Comarca de Aoiz) — историческая область и район (комарка) в Испании, находится в автономном сообществе Наварра.
Комарка площадью 354 км² расположена в восточной части провинции. Её пересекает река Ирати.

## Муниципалитеты
Комарка включает в себя 8 муниципалитетов:
1. Аойс
2. Ибаргойти
3. Исагаондоа
4. Лисоайн
5. Лонгида
6. Монреаль
7. Унсити
8. Уррос-Вилья